# Boxe aux Jeux asiatiques de 1970
Navigation
Édition précédente Édition suivante
Les compétitions de boxe anglaise des Jeux asiatiques 1970 se sont déroulées du 24 août au 7 septembre à Bangkok, Thaïlande.

## Résultats

### Podiums
| Catégories                    | Or                | Argent                  | Bronze                                  |
| Poids mi-mouches (-48 kg)     | Kim Chung-bae     | Mando Vicera            | Yoshimitsu Arakaki Surapong Sriphirom   |
| Poids mouches (-51 kg)        | Jee Yong-ju       | Miyoshi Tateyama        | Wo Jen Chen Ferry Moniaga               |
| Poids coqs (-54 kg)           | Ricardo Fortaleza | Win Maung               | Idwan Anwar Kim Tae-ho                  |
| Poids plumes (-57 kg)         | Kim Seong-eun     | Muniswamy Venu          | Nemesio Gonzaga Richard Clement         |
| Poids légers (-60 kg)         | Kim Hyun-chi      | Tomikaru Tonosaki       | Jootie Wanei Thongchai Chandarasukhon   |
| Poids super-légers (-63,5 kg) | Srisook Buntoe    | Seoun Khieu             | Yasutsune Uehara Eugenio Valmocinaj     |
| Poids welters (-67 kg)        | Jung Young-geun   | Savoen Long             | Virat Vilarlak Yoshitsugu Kawabe        |
| Poids super-welters (-71 kg)  | Park Hyung-suk    | Ni Ni                   | Nicolas Aquillino Roshan Sarhkhani      |
| Poids moyens (-75 kg)         | William Gomies    | Arif Malik              | Nipon Oraisri Gholam Hossein Paknaneshe |
| Poids mi-lourds (-81 kg)      | Manit Triaroom    | Park Hyung-choon        | Rudy Iskandar Siregar Khizar Hyat       |
| Poids lourds (+81 kg)         | Hawa Singh        | Omran Khatami Kalkhorni | Kim Sang-man Sarwar Shah                |

### Tableau des médailles
| Place | Pays              |    |    |    | Total |
| ----- | ----------------- | -- | -- | -- | ----- |
| 1     | Corée du Sud      | 6  | 1  | 2  | 9     |
| 2     | Thaïlande         | 2  | 0  | 4  | 6     |
| 3     | Philippines       | 1  | 1  | 3  | 5     |
| 4     | Inde              | 1  | 1  | 0  | 2     |
| 5     | Indonésie         | 1  | 0  | 4  | 5     |
| 6     | Japon             | 0  | 2  | 3  | 5     |
| 7     | Cambodge          | 0  | 2  | 0  | 2     |
| 7     | Birmanie          | 0  | 2  | 0  | 2     |
| 9     | Pakistan          | 0  | 1  | 3  | 4     |
| 10    | Iran              | 0  | 1  | 2  | 3     |
| 11    | Chine             | 0  | 0  | 1  | 1     |
| Total | 11 pays médaillés | 11 | 11 | 22 | 44    |